# کلمبوس شورت
کلمبوس شورت (انگلیسی: Columbus Short؛ زادهٔ ۱۹ سپتامبر ۱۹۸۲) هنرپیشه اهل ایالات متحده آمریکا است.
از فیلم‌هایی که وی در آن نقش داشته است، می‌توان به بازنده‌ها، آقای رایت، قرنطینه، زره، بوران ، رسوایی، پذیرفته، جنگ دنیاها، آخرین رقص را نگه دار ۲ و کادیلاک رکوردز اشاره کرد.